# Västergötlands runinskrifter 27
Västergötlands runinskrifter 27, med signum Vg 27, är två vikingatida runristade fragment av en gravhäll av kalksten som påträffades på Häggesleds kyrkogård, Häggesleds socken och Lidköpings kommun. Fragmenten utgör delar av en gavelhäll till en gravkista av Husabytyp. Vg 27 påträffades på Häggesleds kyrkas kyrkogård 1934 vid upptagandet av en grav. Stenens baksida har varit ornerad med ett delvis bevarat kors. Stenen förvaras i kyrkans tornrum.

## Inskriften
Translitterering av runraden:
... ...ti ...(i)na ifti(ʀ) (s)u(i)... ...
Normalisering till runsvenska:
... [sa]tti [st]æina æftiʀ Svæi[n](?) ...
Översättning till nusvenska:
... satte stenarna efter Sven(?) ...